# 山梨県道7号甲府昇仙峡線
山梨県道7号甲府昇仙峡線（やまなしけんどう7ごう こうふしょうせんきょうせん）は、山梨県甲府市貢川から同県甲府市御岳町に至る県道（主要地方道）である。1997年（平成9年）に無料開放された御岳昇仙峡有料道路区間が含まれ、一部区間に、昇仙峡ラインの愛称がある。

## 概要
昇仙峡に至るための道路である。山岳区間が連続している。

### 路線データ
- 起点：山梨県甲府市上石田一丁目（貢川交番前交差点、国道52号・山梨県道5号甲府南アルプス線交点）
- 終点：山梨県甲府市御岳町（山梨県道27号韮崎昇仙峡線交点）
- 延長：約22 km

## 歴史
- 1993年（平成5年）5月11日 - 建設省から、県道甲府昇仙峡線が甲府昇仙峡線として主要地方道に指定される[2]。

## 路線状況

### 重複区間
- 山梨県道6号甲府韮崎線（甲府市緑ヶ丘・総合グランド入口交差点 - 甲府市千塚・千塚交差点）

### 道路施設

#### 橋梁
- 新貢川橋（貢川）
- 新荒川橋（荒川）
- 桜橋（荒川）
- 塔岩沢橋（塔岩川）
- 静観橋（荒川）
- 新静観橋（荒川）

#### トンネル
- のろし台トンネル
- 開峡トンネル
- 岩松トンネル
- 登竜トンネル
- 大観トンネル
- 覚円トンネル
- 能泉トンネル
- 御岳トンネル

## 地理

### 通過する自治体
- 甲府市
- 甲斐市
- 甲府市

### 交差する道路
- 国道52号・山梨県道5号甲府南アルプス線（甲府市上石田・貢川交番前交差点、起点）
- 山梨県道106号中下条甲府線（甲府市飯田・気象台東交差点）
- 山梨県道6号甲府韮崎線・山梨県道111号緑ヶ丘運動公園線（甲府市緑ヶ丘・総合グランド入口交差点）
- 山梨県道6号甲府韮崎線（甲府市千塚・千塚交差点）
- 山梨県道104号天神平甲府線（甲府市下帯那町）
- 山梨県道112号川窪猪狩線（甲府市猪狩町）
- 山梨県道27号韮崎昇仙峡線（甲府市御岳町、終点）

### 沿線にある施設など
- 山梨県立甲府西高等学校
- 甲府市立西中学校
- 駿台甲府高等学校
- 山梨県立甲府工業高等学校
- 甲府看護専門学校
- 甲府市立北中学校
- 甲府市立千塚小学校
- 甲府千塚町郵便局
- 甲府市立北西中学校
- 甲斐市役所 吉沢出張所
- 吉沢郵便局
- みゆきの森
- 梅の里公園
- 御岳昇仙峡
- 昇仙峡パノラマ台
- 七宝美術館
- 荒川ダム
- 金櫻神社

## 別名
- アルプス通り（甲府市）
- 昇仙峡ライン（甲府市）